# Meistaraflokkur 1931
La Meistaraflokkur 1931 fu la 20ª edizione del campionato di calcio islandese e concluso con la vittoria del KR al suo settimo titolo.

## Formula
Le squadre partecipanti passarono da cinque a quattro e disputarono un turno di sola andata per un totale di tre partite.

## Squadre partecipanti
| Club     | Città     | Posizione 1930     |
| -------- | --------- | ------------------ |
| Fram     | Reykjavík | 4°                 |
| KR       | Reykjavík | 2°                 |
| Valur    | Reykjavík | Campione d'Islanda |
| Víkingur | Reykjavík | 3°                 |

Tutti gli incontri si disputarono allo stadio Melavöllur, impianto situato nella capitale.

## Classifica finale
|                    | Pos. | Squadra  | Pt | G | V | N | P | GF | GS | DR  |
| ------------------ | ---- | -------- | -- | - | - | - | - | -- | -- | --- |
| Islanda (bandiera) | 1.   | KR       | 6  | 3 | 3 | 0 | 0 | 13 | 1  | +12 |
|                    | 2.   | Valur    | 4  | 3 | 2 | 0 | 1 | 6  | 3  | +3  |
|                    | 3.   | Víkingur | 2  | 3 | 1 | 0 | 2 | 4  | 11 | -7  |
|                    | 4.   | Fram     | 0  | 3 | 0 | 0 | 3 | 3  | 11 | -8  |

Legenda:

      Campione di Islanda
Note:

Due punti a vittoria, uno a pareggio, zero a sconfitta.

### Verdetti
- KR Campione d'Islanda 1931.